# Різоспастіс
Різоспастіс (грец. Ριζοσπάστης) — грецька газета, друкується в Афінах. Офіційний друкований орган Комуністичної партії Греції.

## Історія
Перший номер «Різоспастіс» вийшов друком в червні 1916 року в Салоніках. Друк тривав до жовтня того самого року. Потім газета переїхала до Афін, де виходила з 23 липня 1917 року до 1936 року, коли підпала під заборону. Відновлення друку відбулось 1944 року, після нетривалого періоду знову призупинилось 1947 року. З моменту повалення військової диктатури «чорних полковників» редакція газети відновила своє функціонування.
Серед редакторів газети — зокрема, Маноліс Глезос, грецький політик та письменник, а також грецький поет Янніс Ріцос. На шпальтах газети вийшли друком «Листи на фронт» останнього.